# جورج جونسون (لاعب كرة قدم بريطاني)
جورج جونسون (بالإنجليزية: George Johnson)‏ (6 يناير 1907 في المملكة المتحدة - 1 فبراير 1989) هو لاعب كرة قدم بريطاني (وحمل سابقاً جنسية المملكة المتحدة لبريطانيا العظمى وأيرلندا) في مركز الظهير. لعب مع إبسفليت يونايتد وتشيلسي ودارلينجتون إف سى وWigan Borough F.C. ‏ وWalker Celtic F.C. ‏.